# Elila
Elila är en flod i Kongo-Kinshasa, ett biflöde till Lualaba. Den rinner genom provinserna Södra Kivu och Maniema, i den centrala delen av landet, 1 200 km öster om huvudstaden Kinshasa. En del av floden ingår i gränsen mellan provinserna.